# Cedar Fair Entertainment Company
Cedar Fair Entertainment Company (auch bekannt als Cedar Fair, L.P.) war ein US-amerikanischer Betreiber von Freizeitparks mit Sitz in Sandusky im US-Bundesstaat Ohio. Im November 2023 kündigte Cedar Fair Pläne an, mit Six Flags zu fusionieren und den Betrieb unter dem Namen Six Flags aufzunehmen.

## Geschichte

### Boeckling Ära
Der Freizeitpark „Cedar Point“ wurde 1870 als Badestrandresort eröffnet. Im Jahr 1887 wurde die Cedar Point Pleasure Resort Company gegründet. Ziel war es, das Resort kommerziell zu erweitern, eine wirtschaftliche Depression in den 1890ern bedrohte aber die Zukunft des Resorts. Im Jahr 1897 übernahm die neu gegründete Cedar Point Pleasure Resort Company of Indiana die Leitung des Resorts für 250.000 Dollar (heute 9.990.432 Dollar inflationsbereinigt). Später wurde das neue Unternehmen in die G.A. Boeckling Company umorganisiert.
Unter der Leitung von George Arthur Boeckling blühte das Resort auf und erlebte bis 1931 eine goldene Ära. Die G.A. Boeckling Company steuerte den Vergnügungspark über weite Teile des 20. Jahrhunderts hinweg. 1974 gab es Pläne, einen neuen Freizeitpark in Cambridge Township, Michigan, zu errichten, die jedoch im darauffolgenden Jahr wieder verworfen wurden. 1978 übernahm Cedar Point den Vergnügungspark Valleyfair. Die Muttergesellschaft Cedar Fair Limited Partnership, besser bekannt als Cedar Fair, wurde 1983 gegründet. Der Name setzt sich aus „Cedar“ für Cedar Point und „Fair“ für Valleyfair zusammen. Am 29. April 1987 ging das Unternehmen an die Börse. Unter der Führung von Cedar Fair entwickelte sich Cedar Point zu einem der größten Vergnügungsparks weltweit, und das Unternehmen baute sein Portfolio durch die Übernahme weiterer Freizeitparks in den USA aus.

### Kinzel Ära
1992 übernahm die neue Cedar Fair Company mit dem Kauf von Dorney Park von Harris Weinstein seinen ersten Freizeitpark. 1995 folgte der Erwerb von Worlds of Fun von Hunt-Midwest. Ein Meilenstein war 1997 der Kauf von Knott’s Berry Farm von der Knott-Familie, womit Cedar Fair erstmals einen ganzjährig geöffneten Vergnügungspark betrieb. Zum Deal gehörte auch der Betrieb des Camp Snoopy im Einkaufszentrum Mall of America in Bloomington, Minnesota. 2005 zog sich Cedar Fair aus diesem Pachtvertrag zurück, und die Mall of America übernahm die Leitung. 2007 schloss diese eine Partnerschaft mit Nickelodeon, und der Park läuft seither als Nickelodeon Universe. Nach dem Knott’s-Erwerb eröffnete Cedar Fair mehrere Wasserparks in Südkalifornien: Knott’s Soak City in Buena Park (1999), Chula Vista (2000) und Palm Springs (2001). 2001 kaufte Cedar Fair zudem Michigan’s Adventure in Muskegon, Michigan, für 27,6 Millionen Dollar. Im November 2004 eröffnete Cedar Fair mit Castaway Bay seinen ersten Indoor-Wasserpark, der aus einem umgebauten ehemaligen Radisson Hotel entstand und ganzjährig geöffnet ist.
2004 folgte die Übernahme von Six Flags Worlds of Adventure für 145 Millionen Dollar, wobei der Park wieder in Geauga Lake umbenannt wurde, wie er vor der Six-Flags-Ära hieß. Cedar Fair entfernte alle Bezüge zu den lizenzierten Figuren von Looney Tunes und DC Comics, die Six Flags gehörten. Der zoologische und marine Bereich (SeaWorld Ohio), der 2001 an den Freizeitpark angegliedert worden war, wurde geschlossen, wobei Six Flags die Tiere behielt. Der Vergnügungspark blieb bis 2007 in Cedar Fairs Besitz, der Wasserpark Wildwater Kingdom lief bis 2016 weiter.
Am 22. Mai 2006 gab Cedar Fair bekannt, die fünf Parks der Paramount-Parks-Kette, einschließlich Star Trek: The Experience im Las Vegas Hilton und der Verwaltung von Bonfante Gardens (heute Gilroy Gardens), zu übernehmen. Am 30. Juni 2006 schloss Cedar Fair die Übernahme von Paramount Parks von CBS Corporation für 1,24 Milliarden Dollar ab. Nach der Übernahme begann die Integration der beiden Unternehmen. Mit dem Kauf benannte sich Cedar Fair LP in Cedar Fair Entertainment Company um, wobei Cedar Fair LP der rechtliche Firmenname blieb.
Die Paramount-Parks behielten 2006 ihre Namen, doch ab Januar 2007 entfernte Cedar Fair die Paramount-Logos und benannte die Parks in ihre ursprünglichen Namen ohne „Paramount“-Präfix um, ergänzt um das Cedar-Fair-Logo. Bonfante Gardens wurde zu Gilroy Gardens. Obwohl die Übernahme eine zehnjährige Lizenz für Paramount-Namen und -Symbole wie Star Trek ermöglichte, kündigte Cedar Fair diese Vereinbarung vorzeitig, um Lizenzgebühren zu sparen. Alle Bezüge zu Paramount/CBS-Figuren wurden vor der Saison 2008 entfernt. Eine vierjährige Lizenz für Nickelodeon-Charaktere wie SpongeBob Schwammkopf und Rugrats lief bis vor der Saison 2010 aus.
Im Dezember 2009 bot Apollo Global Management an, Cedar Fair für 11,50 Dollar pro Aktie zu übernehmen, was einer Prämie von 28 Prozent entsprach und das Unternehmen privat gemacht hätte. Der Deal umfasste eine Barzahlung von 635 Millionen Dollar und die Übernahme von Cedar Fairs Schulden von über 1,7 Milliarden Dollar, was den Gesamtwert auf rund 2,4 Milliarden Dollar brachte. Eine Aktionärsabstimmung war für März 2010 geplant, wurde aber auf April verschoben, da die nötige Zweidrittel-Mehrheit fehlte. Am 6. April 2010 wurde der Deal abgebrochen, und Cedar Fair zahlte Apollo 6,5 Millionen Dollar als Kostenerstattung. Um zukünftige feindliche Übernahmen zu verhindern, führte Cedar Fair einen Aktionärsrechteplan ein.
Am 16. September 2011 vereinbarte JMA Ventures, California’s Great America von Cedar Fair zu kaufen und den Verwaltungsvertrag für Gilroy Gardens zu übernehmen. Der Deal bedurfte der Zustimmung des Stadtrats von Santa Clara, der am 6. Dezember 2011 abstimmen sollte. JMA Ventures zog sich jedoch aus der Vereinbarung zurück und brach den Kauf ab.

### Ouimet Ära
Am 20. Juni 2011 gab Cedar Fair bekannt, dass der langjährige CEO Dick Kinzel am 3. Januar 2012 in den Ruhestand gehen und Matt Ouimet seine Nachfolge antreten würde. Ouimet war 17 Jahre bei der Walt Disney Company tätig, unter anderem als Präsident der Disney Cruise Line und des Disneyland Resorts. Am 3. Januar 2012 übernahm er offiziell das Amt des CEO. Im gleichen Jahr startete Cedar Fair neue Websites für seine Parks sowie die Marketingkampagne „Thrills Connect“.
Am 20. November 2012 verkaufte Cedar Fair den Standort Knott’s Soak City in San Diego an SeaWorld Parks & Entertainment. Etwa neun Monate später, im August 2013, wurde Knott’s Soak City in Palm Springs an CNL Lifestyle Properties verkauft. Laut einem SEC-Bericht von 2013 umfasste das Portfolio von Cedar Fair zu diesem Zeitpunkt elf Vergnügungsparks, vier Outdoor-Wasserparks, einen Indoor-Wasserpark und fünf Hotels.
Am 5. September 2016 schloss Cedar Fair den Wasserpark Wildwater Kingdom, den letzten verbliebenen Teil des ehemaligen Geauga Lake & Wildwater Kingdom. Ein Teil des Geländes, auf dem sich beide Parks befanden, wurde inzwischen neu entwickelt.

### Zimmerman Ära
Am 4. Oktober 2017 gab Cedar Fair bekannt, dass CEO Matt Ouimet zum 1. Januar 2018 zurücktreten und durch COO Richard Zimmerman ersetzt wird. Ouimet blieb dem Unternehmen als neu geschaffener Executive Chairman des Verwaltungsrats erhalten. Am 27. März 2019 kaufte Cedar Fair das 45 Hektar große Gelände von California’s Great America von der Stadt Santa Clara für 150 Millionen Dollar, nachdem es zuvor für 6 bis 7 Millionen Dollar jährlich gepachtet wurde. Im April 2019 schloss Cedar Fair eine Partnerschaft mit Feld Entertainment, um in ausgewählten Parks eine Monster Jam Thunder Alley Area einzuführen. Am 13. Juni 2019 unterzeichnete Cedar Fair einen 261-Millionen-Dollar-Deal zur Übernahme der Schlitterbahn-Wasserparks in Galveston und New Braunfels sowie der Option, Schlitterbahn Kansas City für weitere 6 Millionen Dollar und die Rechte am Schlitterbahn-Namen zu erwerben. Am 2. Juli 2019 kaufte Cedar Fair das Sawmill Creek Resort in Huron, Ohio, für 13,5 Millionen Dollar.
Im Oktober 2019 lehnte Cedar Fair ein 4-Milliarden-Dollar-Angebot von Six Flags zur Übernahme ab. Am 29. Juli 2021 kündigte Cedar Fair Pläne für eine 28-Millionen-Dollar-Erweiterung des Cedar Fair Sports Centers in Sandusky mit einer Esports-Arena an, die für die erste Hälfte 2023 geplant war. Am 31. Dezember 2021 lief der Verwaltungsvertrag für Gilroy Gardens aus, und beide Parteien, Gilroy Gardens Inc. und Cedar Fair, einigten sich darauf, ihn nicht zu verlängern. Am 1. Februar 2022 bot SeaWorld Entertainment 3,4 Milliarden Dollar in bar für Cedar Fair, doch das Angebot wurde am 15. Februar 2022 abgelehnt. Im Juni 2022 verkaufte Cedar Fair das Gelände von California’s Great America für 310 Millionen Dollar an die Immobilienfirma Prologis und unterzeichnete einen 11-jährigen Pachtvertrag mit der Absicht, den Park nach Ablauf der Pacht zu schließen.
Am 2. November 2023 kündigte Cedar Fair eine Fusion mit Six Flags an, um ein neues Unternehmen unter dem Namen Six Flags zu bilden. Die als „Fusion auf Augenhöhe“ bezeichnete Vereinigung wird von der ehemaligen Cedar-Fair-Führung geleitet und hat ihren Hauptsitz in Charlotte, North Carolina, dem früheren Standort von Paramount Parks. Einige finanzielle und administrative Funktionen bleiben in Sandusky, Ohio. Das fusionierte Unternehmen umfasst 27 Vergnügungsparks, 15 Wasserparks und 9 Resorts und wird unter dem Börsensymbol FUN von Cedar Fair geführt. Richard Zimmerman, Präsident und CEO von Cedar Fair, wird diese Position im neuen Unternehmen übernehmen, während Selim Bassoul, Präsident und CEO von Six Flags, Executive Chairman des Verwaltungsrats wird. Die Fusion wurde am 1. Juli 2024 erfolgreich abgeschlossen.

## Betriebene Attraktionen bis zur Fusion

### Vergnügungsparks
| Name                            | Standort                       | Eröffnet | Erworben | Informationen                                                                                |
| ------------------------------- | ------------------------------ | -------- | -------- | -------------------------------------------------------------------------------------------- |
| California’s Great America      | Santa Clara, Kalifornien, USA  | 1976     | 2006     | Übernommen von Paramount Parks.                                                              |
| Canada’s Wonderland             | Vaughan, Ontario, Kanada       | 1981     | 2006     | Übernommen von Paramount Parks.                                                              |
| Carowinds                       | Charlotte, North Carolina, USA | 1973     | 2006     | Übernommen von Paramount Parks.                                                              |
| Cedar Point                     | Sandusky, Ohio, USA            | 1870     | N/A      | Cedar Fairs ältester Freizeitpark. Der Hauptsitz der Kette befindet sich an diesem Standort. |
| Dorney Park & Wildwater Kingdom | Allentown, Pennsylvania, USA   | 1884     | 1992     | Erster Park, welcher unter dem Namen Cedarf Fair übernommen wurde.                           |
| Kings Dominion                  | Doswell, Virginia, USA         | 1975     | 2006     | Übernommen von Paramount Parks.                                                              |
| Kings Island                    | Mason, Ohio, USA               | 1972     | 2006     | Übernommen von Paramount Parks.                                                              |
| Knott’s Berry Farm              | Buena Park, Kalifornien, USA   | 1920     | 1997     | Meistbesuchter Park von Cedar Fair                                                           |
| Michigan’s Adventure            | Muskegon, Michigan, USA        | 1956     | 2001     | Von der Jourden Familie übernommen.                                                          |
| Valleyfair                      | Shakopee, Minnesota, USA       | 1976     | 1978     | Übernommen von Cedar Point. Die beiden Parks bildeten dann die Kette Cedar Fair.             |
| Worlds of Fun                   | Kansas City, Missouri, USA     | 1973     | 1995     | Übernommen von Hunt-Midwest.                                                                 |

### Wasserparks (inkludiert in Freizeitpark-Eintrittspreis)
| Name                | Standort                   | Eröffnet | Erworben               |
| ------------------- | -------------------------- | -------- | ---------------------- |
| Wildwater Kingdom   | Dorney Park                | 1985     | 1992                   |
| WildWater Adventure | Michigan’s Adventure       | 1991     | 2001                   |
| Splash Works        | Canada’s Wonderland        | 1992     | 2006                   |
| South Bay Shores    | California’s Great America | 2004     | 2006                   |
| Soak City           | Kings Dominion             | 1992     | 2006                   |
| Soak City           | Kings Island               | 1989     | 2006                   |
| Soak City           | Valleyfair                 | 1983     | Erbaut von Cedarf Fair |
| Oceans of Fun       | Worlds of Fun              | 1982     | 1995                   |
| Carolina Harbor     | Carowinds                  | 1989     | 2006                   |

### Wasserparks (separat von Freizeitparks betrieben)
| Name                        | Location                    | Year Opened | Year Acquired          |
| --------------------------- | --------------------------- | ----------- | ---------------------- |
| Knott’s Soak City           | Buena Park, California, USA | 1999        | Erbaut von Cedarf Fair |
| Castaway Bay                | Sadusky, Ohio, USA          | 2004        | N/A                    |
| Cedar Point Shores          | Sandusky, Ohio, USA         | 1988        | Erbaut von Cedarf Fair |
| Schlitterbahn Galveston     | Galveston, Texas, USA       | 2006        | 2019                   |
| Schlitterbahn New Braunfels | New Braunfels, Texas, USA   | 1979        | 2019                   |

### Sportkomplexe
| Name                      | Location           |
| ------------------------- | ------------------ |
| Cedar Point Sports Center | Sadusky, Ohio, USA |
| Sports Force Parks        | Sadusky, Ohio, USA |

### Hotels
| Name                                                 | Location                       |
| ---------------------------------------------------- | ------------------------------ |
| Hotel Breakers                                       | Sadusky, Ohio, USA             |
| Knott’s Berry Farm Hotel                             | Buena Park, California, USA    |
| Castaway Bay                                         | Sadusky, Ohio, USA             |
| Express Hotel                                        | Sadusky, Ohio, USA             |
| Lighthouse Point                                     | Sadusky, Ohio, USA             |
| Camp Wilderness                                      | Charlotte, North Carolina, USA |
| Worlds of Fun Village                                | Kansas City, Missouri, USA     |
| Sawmill Creek                                        | Sadusky, Ohio, USA             |
| The Resort at Schlitterbahn                          | New Braunfels, Texas, USA      |
| Kings Dominion Camp Wilderness                       | Doswell, Virginia, USA         |
| SpringHill Suites by Marriott Charlotte at Carowinds | Charlotte, North Carolina, USA |

## Freizeitparks, deren Betrieb vor der Fusion aufgegeben wurde
| Name                            | Location                                     | Eröffnet/Übernommen | Geschlossen/Verkauft |
| ------------------------------- | -------------------------------------------- | ------------------- | -------------------- |
| Geauga Lake                     | Aurora, Ohio, USA                            | 2004                | 2007                 |
| Gilroy Gardens                  | Gilroy, Kalifornien, USA                     | 2006                | 2021                 |
| Knott’s Camp Snoopy             | Mall of America, Bloomington, Minnesota, USA | 1992                | 2005                 |
| Knott’s Soak City: Palm Springs | Palm Springs, Kalifornien, USA               | 2001                | 2013                 |
| Knott’s Soak City: San Diego    | Chula Vista, Kalifornien, USA                | 2000                | 2012                 |
| Star Trek: The Experience       | Las Vegas, Nevada, USA                       | 2006                | 2008                 |
| Wildwater Kingdom               | Aurora, Ohio, USA                            | 2005                | 2016                 |